# Фонтан на площади Маркина
Фонтан на площади Маркина — фонтан на площади перед речным вокзалом в Нижнем Новгороде.
Построен в 1977 году по проекту архитектора Нелюбина, проработал до 2000 года без проведения капитального ремонта. С 2000 по 2007 год не работал, в 2007 году был разработан рабочий проект реконструкции.

## Реконструкция фонтана в 2007 году
При ремонте фонтана были применены новые технологии. Это позволило установить 600 программ подсветки, которые меняются каждые 5 минут. На реконструкцию фонтана в 2007 году было израсходовано 6 млн рублей из городского бюджета. Время работы фонтана с восьми утра до часа ночи.
Открытие фонтана провёл мэр города Вадим Булавинов.